# Collettea laviformis
Collettea laviformis är en kräftdjursart som först beskrevs av Georg Ossian Sars 1882.  Collettea laviformis ingår i släktet Collettea och familjen Colletteidae. Inga underarter finns listade i Catalogue of Life.